# Лихачево (Вологодская область)
Лихачево — деревня в Череповецком районе Вологодской области.
Входит в состав Югского сельского поселения (с 1 января 2006 года по 8 апреля 2009 года входила в Сурковское сельское поселение), с точки зрения административно-территориального деления — в Ирдоматский сельсовет.
Расстояние по автодороге до районного центра Череповца — 67 км, до центра муниципального образования Нового Домозерова — 75 км. Ближайшие населённые пункты — Даргун, Поповское, Ульяново.
По переписи 2002 года население — 23 человека (11 мужчин, 12 женщин). Преобладающая национальность — русские (96 %).